# Ракова (Васлуј)
Ракова (рум. Racova) насеље је у Румунији у округу Васлуј у општини Гарчени. Oпштина се налази на надморској висини од 269 m.

## Становништво
Према подацима из 2002. године у насељу је живело 221 становника, од којих су сви румунске националности.